# 烏茲利斯西亞 (比洛沃德西克區)
49°10′29″N 39°47′7″E / 49.17472°N 39.78528°E
烏茲利斯西亞（烏克蘭語：Узлісся）是位於烏克蘭東部的村莊，由盧甘斯克州舊比利斯克區的比洛沃茨克市鎮負責管轄。該村始建於1953年，面積0.78平方公里，海拔高度154米，2001年人口68，人口密度每平方公里87.2人。